# Eruzione dell'Etna del 2002
L'eruzione dell'Etna del 2002 è durata dal 27 ottobre al 29 gennaio dell'anno seguente. Essa è nota soprattutto per il connesso terremoto di Santa Venerina che recò molti danni al versante orientale del vulcano, in particolare al paese che gli ha dato il nome, Santa Venerina. Questa eruzione è stata denominata l'eruzione perfetta, ed è da considerarsi tra le più esplosive degli ultimi 100 anni.

## Fasi dell'eruzione

### Inizio
La notte tra il 26 e il 27 ottobre comincia una forte crisi sismica sul versante sud e nord, su quest'ultimo versante vengono distrutti dai terremoti due edifici adibiti ad attività ristorative ed alberghiere. L'eruzione prese piede dopo poche ore dall'inizio della crisi sismica.

### Sviluppo
Si aprono fratture sia sul versante sud sia su quello nord. La forte attività freato-magmatica provoca colonne di cenere alte chilometri. In tutti e due i versanti si formano delle bocche "a bottoniera". A metà mattinata del 27 ottobre le colate radono al suolo Piano Provenzana, compresi i negozi di souvenir e i due alberghi. Su questo versante l'eruzione termina il 7 novembre, ma le colate non minacciano i paesi sottostanti (Linguaglossa).
Il 29 ottobre, a causa delle forti deformazioni del fianco orientale e della spinta del magma, vi è una sequenza di forti sismi che provocano ingenti danni ai paesi della fascia orientale: Santa Venerina, Acireale, Giarre, Zafferana Etnea, Milo.
L'emissione di cenere continua senza sosta dalle bocche meridionali, arrivando anche in Africa (Libia) e nelle isole greche. Chiude l'Aeroporto di Catania, ma anche quello di Reggio Calabria a causa della produzione piroclastica. Nella foto in alto, eseguita dalla ISS verso sud est, è visibile il pennacchio di cenere, prima catturato da un basso livello di venti diretti verso sud-est, e ad altitudini più elevate verso sud e verso l'Africa. I pennacchi di fumo chiaro, visibili sui versanti, sono prodotti da incendi boschivi provocati dalla lava che scorre nelle pinete sul pendio della montagna.
Si formano due coni principali, uno a quota 2750 m e l'altro a quota 2800 m e formano un'unica struttura. Viene seppellito per sempre sotto tonnellate di materiale vulcanico il rifugio Torre del Filosofo. Le colate si dividono in due bracci principali: uno scende verso il giardino botanico Nuova Gussonea (Filiciusa Milia), sul versante sud-ovest e l'altro in direzione del rifugio Sapienza. Anche stavolta questa struttura resiste al fuoco ma vengono investiti dalla lava il centro servizi di Nicolosi e un bar.

### Conclusione
L'eruzione termina il 29 gennaio 2003; l'emissione di lava, di cenere e di altri prodotti vulcanici viene stimata intorno ai 160 milioni di metri cubi.